# سیواراک تدسونگنون
سیواراک تدسونگنون (تایلندی: ศิวรักษ์ เทศสูงเนิน؛ زادهٔ ۲۰ آوریل ۱۹۸۴) بازیکن فوتبال اهل تایلند است.
از باشگاه‌هایی که در آن بازی کرده‌است می‌توان به باشگاه فوتبال بوریرام یونایتد، باشگاه فوتبال بانک بانکوک، اشاره کرد.
وی همچنین در تیم‌های ملی تیم ملی فوتبال تایلند و Thailand U23 بازی کرده‌است.
وی در مسابقات کشوری و بین‌المللی در مجموع برندهٔ ۱ مدال طلا شده‌است.